# Shūji Doi
Shūji Doi (土井修爾?, Doi Shūji; Hiroshima, 1º ottobre 1909 – Hiroshima, 7 luglio 1938) è stato un pallanuotista giapponese.
Ha fatto parte del Giappone che ha partecipato alle Olimpiadi di Los Angeles 1932.
È stato il primo olimpionico giapponese a morire vittima della seconda guerra sino-giapponese. Sua moglie e altri membri della famiglia sono morti a Hiroshima a causa della bomba atomica.